# Thuốc lào
Thuốc lào (danh pháp hai phần: Nicotiana rustica) là một loài thực vật thuộc chi Thuốc lá (Nicotiana). Loài này có hàm lượng nicotin rất cao. Lá của nó ngoài việc dùng để hút còn sử dụng rộng rãi trong việc sản xuất các thuốc trừ dịch hại hữu cơ. Thuốc lào có hàm lượng nicotin khoảng 9%, cao hơn nhiều so với thuốc lá thông thường (khoảng 1 - 3%).

## Từ nguyên
Theo sử gia Đào Duy Anh, cây thuốc lào vốn được du nhập từ Lào (Ai Lao) vào Việt Nam nên mới có tên gọi như thế. Cũng có thuyết cho rằng, thuốc Lào được trồng và thử nghiệm lần đầu tiên bởi người tên Hồ Lào vào thế kỷ 18, chính thức được đặt tên thương hiệu là thuốc Lào và được lưu hành rộng rãi trên thị trường ba nước Đông Dương dưới sự bảo trợ của Pháp. Vân Đài loại ngữ (1773) của Lê Quý Đôn và Đồng Khánh địa dư chí (thế kỷ thứ 19) gọi cây thuốc lào là tương tư thảo (cỏ nhớ thương), sở dĩ vì người nghiện thuốc lào mà 2, 3 ngày không được hút thì trong người luôn cảm thấy bứt rứt khó chịu trong đầu luôn luôn nghĩ đến 1 hơi thuốc, giống như nhớ người yêu lâu ngày không gặp vậy đó mới có tên là tương tư.

## Sử dụng
Nicotiana rustica thường được sử dụng cho các mục đích tạo phép thuật tôn giáo bởi các pháp sư Nam Mỹ. Nó có thể chứa nhiều nicotin hơn tới 9 lần so với các loài phổ biến trong chi Nicotiana, như thuốc lá (Nicotiana tabacum). Một lý do khác cho việc sử dụng nó cho các mục đích phép thuật tôn giáo là mức độ tương đối cao của các beta-carbolin, bao gồm cả các harmala alkaloit như harman và norharman. Phổ biến nhất trong các cách thức pha chế tại Nam Mỹ là ngâm hay pha với nước, và dung dịch này sau đó được bơm vào dạ dày trong dạng chế phẩm gọi là singado hay singa. Nó cũng được dùng để hút như một dạng xì gà, được sử dụng như là một loại thuốc thụt, chế thành một loại sản phẩm có thể liếm gọi là ambil, và thành loại thuốc bột để hít cùng với vỏ các loài Theobroma spp., chế thành nu-nu - một loại thuốc hướng thần mà người Matsés ở khu vực Amazon sử dụng. Tại khu vực đông nam Thổ Nhĩ Kỳ người ta dùng loài cây thân thảo này trộn cùng tro một số loài cây gỗ khác để chế ra loại thuốc hít dạng ướt gọi là maraş otu. Họ sử dụng nó bằng cách đặt hỗn hợp dưới lưỡi giống như snus của người Thụy Điển hay naswar của người Afghanistan. Nó cũng là loại thuốc pha trộn phổ biến trong ayahuasca sử dụng ở một nơi tại khu vực Amazon.
Tại Nga, N. rustica được gọi là "makhorka" (махорка). Nó được những người ở đẳng cấp thấp hút trước khi thuốc lá trở thành phổ biến rộng khắp (sau Thế chiến 2), và hiện nay đôi khi vẫn được nông dân Nga hút.

## Tại Việt Nam
Ở Việt Nam, cây thuốc lào được trồng chủ yếu để hút theo tập quán của người Việt vùng đồng bằng, trung du và miền núi Bắc Bộ đến Đèo Ngang (tỉnh Quảng Bình) và các dân tộc thiểu số từ miền núi phía bắc đến miền tây Thanh Hóa - Nghệ An. Sau này, nó được trồng rộng rãi ở khắp nơi nhưng chỉ vài vùng được xem là cho sản phẩm thuốc lào nổi tiếng như Hải Phòng và Thanh Hóa. Ngoài ra, thuốc lào còn dùng làm phụ gia khi ăn trầu.

### Tập quán hút thuốc lào
Thời xưa, ngoài miếng trầu là đầu câu chuyện, thuốc lào cũng được đem ra để mời khách, hút thuốc lào còn được gọi là ăn thuốc lào.
Thuốc lào sau khi gieo trồng và thu hoạch chủ yếu được chế biến thủ công, lá được rửa, lau sạch sau đó được thái, xắt nhỏ ra, phơi khô rồi hồ để tiện cho việc đóng thành bánh. Thuốc thái sợi nhỏ thì gọi là thuốc rê.

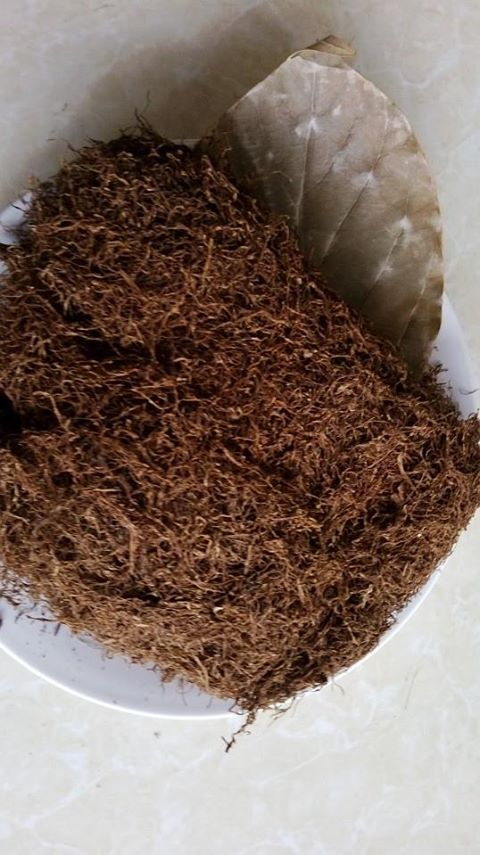
Thuốc lào Quảng Xương, Thanh Hóa, Việt Nam, dạng thuốc rê. Bánh thuốc lào thường đóng gói cùng với một lá mía viền quanh hoặc lá mít ở một mặt.

Ở một số vùng, thuốc lào đã thành thương hiệu ngon nổi tiếng, như An Lão, Tiên Lãng, Vĩnh Bảo, Kiến An (thuộc thành phố Hải Phòng); Quảng Xương, Thanh Hóa. Trong những nơi trồng thuốc lào thì làng An Tử Hạ nay là làng Nam Tử thuộc Tiên Lãng được đánh giá cao hơn hẳn, vì có tiếng là thuốc ngon và đậm khói.

#### Công cụ hút
Hút thuốc lào sử dụng công cụ gọi là điếu, có bốn loại chính:

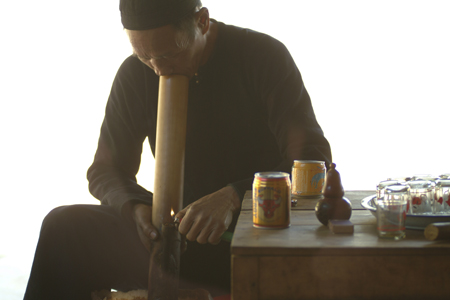
Một người hút thuốc lào bằng điếu cày

- Điếu cày: thân điếu hình ống, hay được làm bằng tre, nứa, ngoài ra còn làm bằng kim loại nhẹ; dài khoảng 40–60 cm nhưng cá biệt cũng có những chiếc điếu cày rất dài, phải có người khác châm lửa thì mới hút được. Một đầu của thân điếu phải kín (nếu làm bằng tre thì lợi dụng luôn mắt tre) để thân điếu có thể chứa nước, đầu kia hở dùng để hút. Khi chế tác thân điếu bằng tre nứa người ta thường đục lỗ xuyên qua các mắt tre sao cho vẫn dễ hút nhưng nước trong thân điếu khó lọt ra ngoài khi điếu bị đổ, dốc ngược... Vị trí gần phía đầu kín của thân điếu được khoan một lỗ để lắp nõ điếu. Nõ điếu là nơi tra thuốc lào vào để hút, thường được làm bằng gỗ hoặc kim loại có khoan lỗ để tra thuốc, và là bộ phận quan trọng nhất, tạo nên tiếng kêu giòn giã khi người ta hút thuốc. Nõ điếu lắp chếch về phía đầu dùng để hút chứ không vuông góc với thân điếu cho dễ hút. Nếu chế tác cầu kỳ, thân điếu có thể được khảm vỏ trai hoặc chạm trổ cho đẹp mắt. Trong những năm gần đây, những chiếc điếu cày do những tù nhân chế tác rất được ưa chuộng vì tù nhân có nhiều thời gian để làm ra những chiếc điếu cày tinh xảo, dân dã, mang đậm nét thủ công. Hút thuốc lào bằng điếu cày tiện lợi, vừa ngon vừa phát ra âm thanh giòn giã. Ngoài ra thân điếu được lắp thêm móc sắt vào để treo, nhằm tránh làm nước trong thân điếu đổ ra ngoài. Điếu cày thường được chế tác bằng vật liệu sẵn có, dễ mang xách, giá thuốc rẻ, lại nặng đô nên được tầng lớp bình dân, lao động dùng một cách phổ biến.

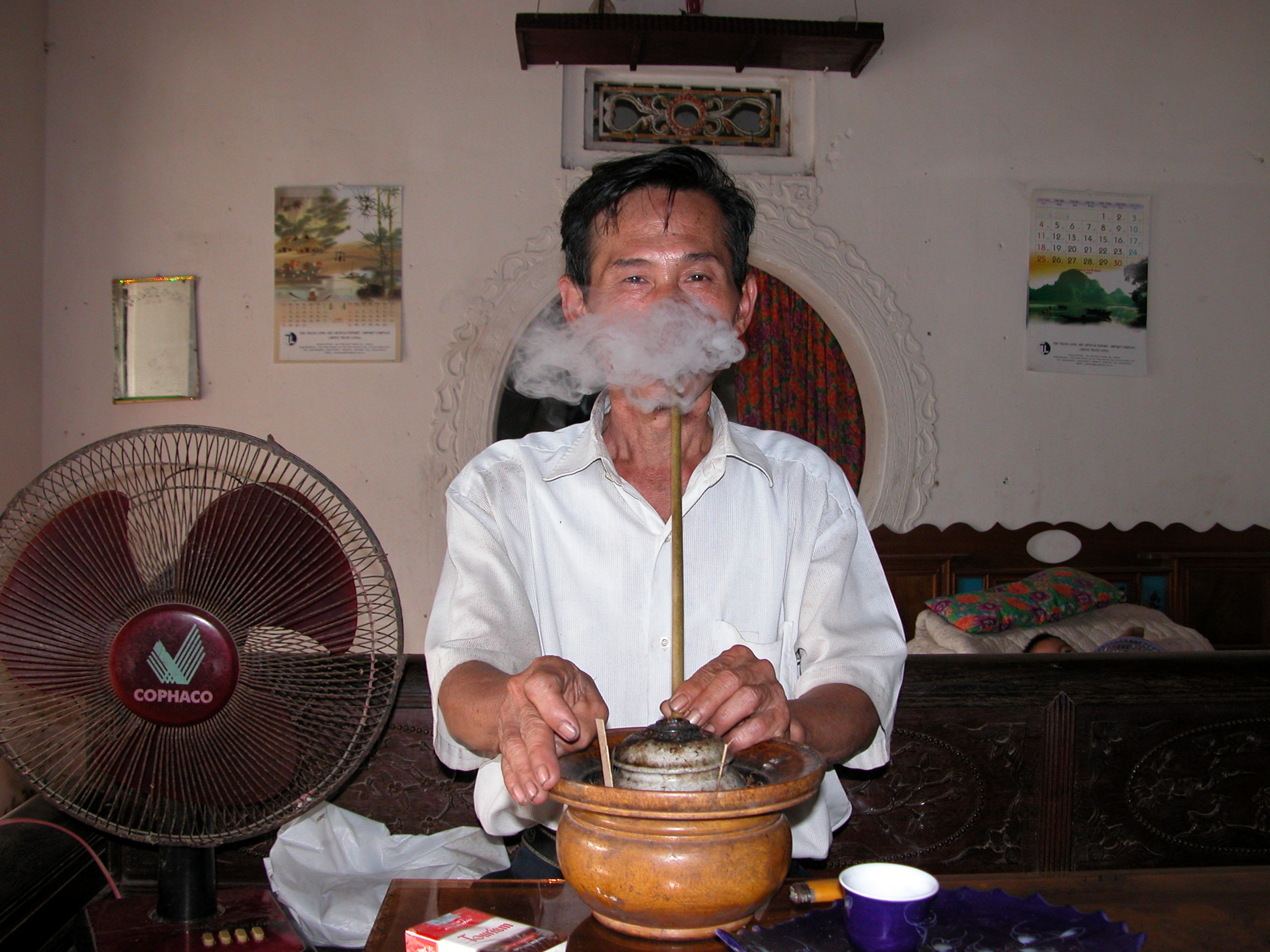
Điếu bát

- Điếu bát: gồm có bát điếu, thường làm bằng gốm, sứ là nơi chứa nước. Nõ điếu lắp ở phía trên và đục một lỗ ở gần đó để cắm xe điếu vào khi hút. Xe điếu phổ biến là bằng cần trúc nhỏ, đục rỗng ruột. Bát điếu thường được làm những hoa văn hay hình vẽ cho có tính mỹ thuật, xe điếu cầu kỳ thì cũng có thể chạm, khắc. Bát điếu được đặt trong một vật có hình như cái chậu nhỏ, có khi chỉ là một cái bát sắt to nhưng cũng có khi được làm bằng sơn mài rất đẹp, nó có tác dụng chứa xái (tro của thuốc lào khi hút xong) và nước từ bát điếu có thể tràn ra ngoài để giữ vệ sinh. Điếu bát không thuận lợi khi mang xách nên thường dùng để hút ở nhà.
- Điếu ục: hình dạng giống điếu cày nhưng nõ điếu dài hơn. Hút điếu ục phải kéo hơi dài hơn điếu cày, điếu bát và dùng nhiều thuốc lào hơn các loại điếu khác khi tra vào nõ. Đây là loại điếu phổ biến ở vùng cao thuộc miền núi phía bắc như Hà Giang, Lào Cai, Lai Châu...

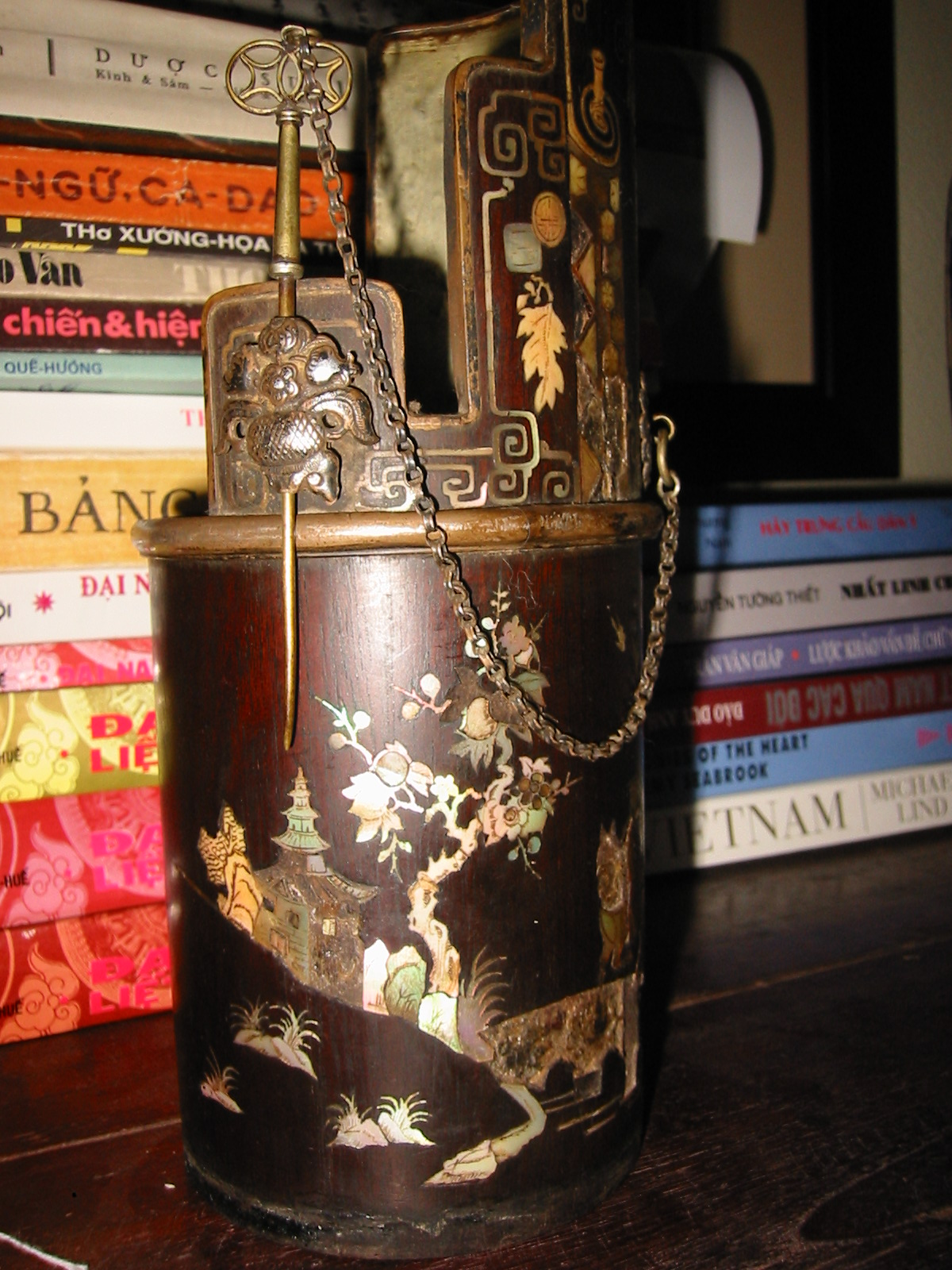
Điếu ống chạm bạc

- Điếu ống, còn gọi là điếu dóng: thân điếu tương tự điếu cày nhưng ngắn và to hơn, làm bằng gỗ quý, xương ống của động vật hoặc bằng ngà... Nó có thể đặt đứng vững được khi sử dụng chứ không cần cầm như điếu cày và có quai xách. Điếu ống được chế tác rất mỹ thuật, chạm trổ tinh xảo, nõ điếu bịt bạc, thân cũng bịt bạc hoặc khảm xà cừ nhưng xe điếu là một cần trúc rất dài, có khi tới 2m, đầu cũng bịt bạc. Loại điếu này chỉ những nhà giàu có mới dùng. Khi hút người hầu châm lửa và đưa cần cho người hút. Đi đâu, thì người hầu mang điếu đi theo. Loại điếu này hiện nay hầu như không còn được sử dụng để hút thuốc lào nữa.

Trong quá trình sử dụng, nõ điếu bị tàn thuốc trộn với nước bám vào nên phải dùng thông điếu để thông. Cả ba loại điếu trên thường kèm theo một que bằng kim loại gọi là cái thông điếu, nhiều khi chỉ cần dùng một chiếc lông gà cũng được.
Điếu bát và điếu ống có nhiều biến thể về hình khối rất đa dạng, kết hợp với chế tác cầu kỳ, bằng vật liệu có giá trị cao nên có thể coi là một tác phẩm nghệ thuật và trở thành món đồ sưu tập của những người yêu thích.
Ngoài ra khi không có sẵn điếu, người ta có thể dùng lá chuối, giấy cuộn lại, miệng ngậm một ngụm nước là có thể hút được thuốc lào.
Phần nước giữ trong điếu lâu ngày tức nước điếu tích nhiều hóa chất của thuốc lào nên có tính khử độc và được dùng trong các bài thuốc dân gian chống côn trùng như khử rệp, bắt ve chó.

#### Cách hút
Sợi thuốc lào được vê tròn lại thành viên kích cỡ như đầu ngón tay út và tra vào nõ điếu. Sau đó dùng lửa để đốt cho thuốc cháy tạo thành khói đồng thời dùng miệng để hút. Châm lửa, tốt nhất là dùng đóm, là những mảnh tre, nứa, gỗ làm diêm... mỏng để lửa cháy trong một khoảng thời gian vừa đủ, lại không có mùi lẫn vào như khi dùng diêm, bật lửa ga. Lúc bắt đầu hút, người hút hít vào từng hơi ngắn để có thêm oxy cho thuốc cháy đều và khói tích tụ trong thân điếu rồi mới hít một hơi thật sâu kèm theo một lượng khói lớn. Trước đó, người hút thường thổi một hơi ngắn và mạnh để xái thuốc lào văng ra khỏi nõ điếu. Động tác này đòi hỏi phải khéo léo để xái thuốc bắn ra đúng vị trí mình muốn (đối với điếu bát là cái chậu đựng bát điếu, đối với điếu cày thì hay dùng một chiếc bồ nhỏ đựng xái) và phải có kinh nghiệm mới thực hiện thuần thục được.
Khói thuốc lào đã được làm giảm nhiệt và lọc bớt một số chất nhờ đi qua nước chứa trong thân điếu. Trong khi hút, hơi và khói thuốc khiến cho nước chứa trong điếu và khí phát ra tiếng kêu; người hút thích tiếng kêu phải giòn giã để tăng phần thú vị. Âm thanh này phụ thuộc cấu tạo của điếu và lượng nước đổ vào đó và điếu thông. Thành phần của lá thuốc lào cũng tương tự thuốc lá và người hút hít vào lượng khói khá nhiều trong một lần hút nên cảm giác say thuốc mạnh hơn thuốc lá và có thể gây nghiện. Cảm giác say thuốc lào mạnh đến mức người mới hút hoặc người nghiện nhưng hút vào buổi sáng thường bị mất thăng bằng, nếu tư thế ngồi hút không vững rất dễ bị ngã.

### Nhai thuốc lào
Ngoài cách hút thuốc, thuốc lào còn dùng để nhai như trường hợp ăn trầu. Khi nhai riêng thì gọi là thuốc xỉa và người "ăn" ngậm một nhúm thuốc lào khô trong miệng, kẹp giữa răng và má, thỉnh thoảng nhai để chắt lấy nước chứ thực ra không nuốt phần bã thuốc.
Ở phương Tây cũng có thuốc lá nhai (tiếng Anh: chewing tobacco) tương tự, nhưng sản phẩm dùng để nhai là N. tabacum.

### Văn chương
| - Thành ngữ: Say như điếu đổ Gầy như xe điếu - Ca dao: Nhớ ai như nhớ thuốc lào Đã chôn điếu xuống lại đào điếu lên. | - Thơ: Bình tròn phành phạch, đít bảnh bao, Mân mân, mó mó đút ngay vào Thủy hỏa tương giao sôi sùng sục Âm dương hòa khí sướng làm sao! Hồ Xuân Hương | Thầy thầy tớ tớ phố xênh xang, Thoạt nhác trông ra ngỡ cóc vàng. Kiện hết sở Tuần, vô sở Sứ Khi thì thầy số, lúc thầy lang. Công nợ bớp bơ hình chúa Chổm, Phong lưu đài các giống ông hoàng. Phong lưu như thế phong lưu mãi Điếu ống, xe dài độ mấy gang? (Bợm già - Tú Xương) |

| - Dân gian: Thuốc lào chồng hút vợ say Thằng cu châm điếu lăn quay ra nhà Ông lão hàng xóm đi qua Ngửi phải khói thuốc say ba bốn ngày | Một thằng hút bốn thằng say Hai thằng châm điếu ngã lăn quay Bà già vác củi loay hoay Rít phải hơi thuốc lăn ngay xuống đồi Ngọc hoàng thấy vậy, phán: "hay!" Vén mây nhìn xuống cũng say thuốc lào. | - Câu đố: Một cây chỉ để ba nhành Ăn sống, ăn chín đều được, Nấu canh thì đừng Là cây gì? |

### Hút thuốc lào ở các dân tộc thiểu số

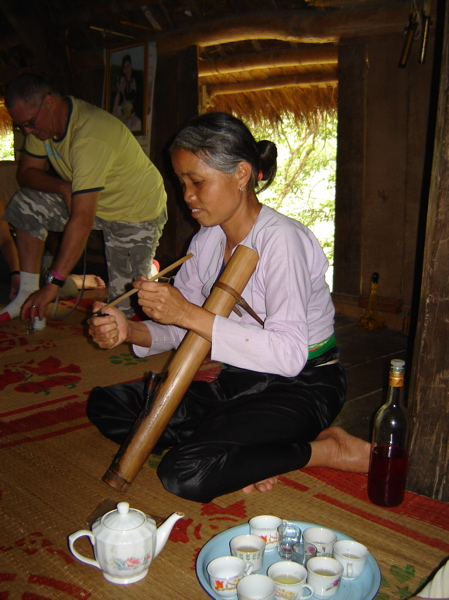
Phụ nữ Mường hút thuốc lào bằng điếu cày.

Nhiều dân tộc thiểu số cũng có tập quán hút thuốc lào, một số nét đặc thù:
- Người Thái: hút thuốc lào bằng điếu ống tương tự điếu cày, riêng người Thái trắng còn có thói quen mời những người xung quanh trước khi hút giống như khi ăn cơm.
- Người Mường: hút thuốc lào bằng điếu cày nhưng to hơn, cả nam giới và nữ giới đều hút, phụ nữ khi hút còn có tập quán chuyền tay nhau cùng hút chung một điếu.
- Người Tày, người Mông cũng hút thuốc lào bằng loại điếu cày nhưng thường to hơn bình thường và gọi là điếu Ục.

## Tập quán tương tự trên thế giới

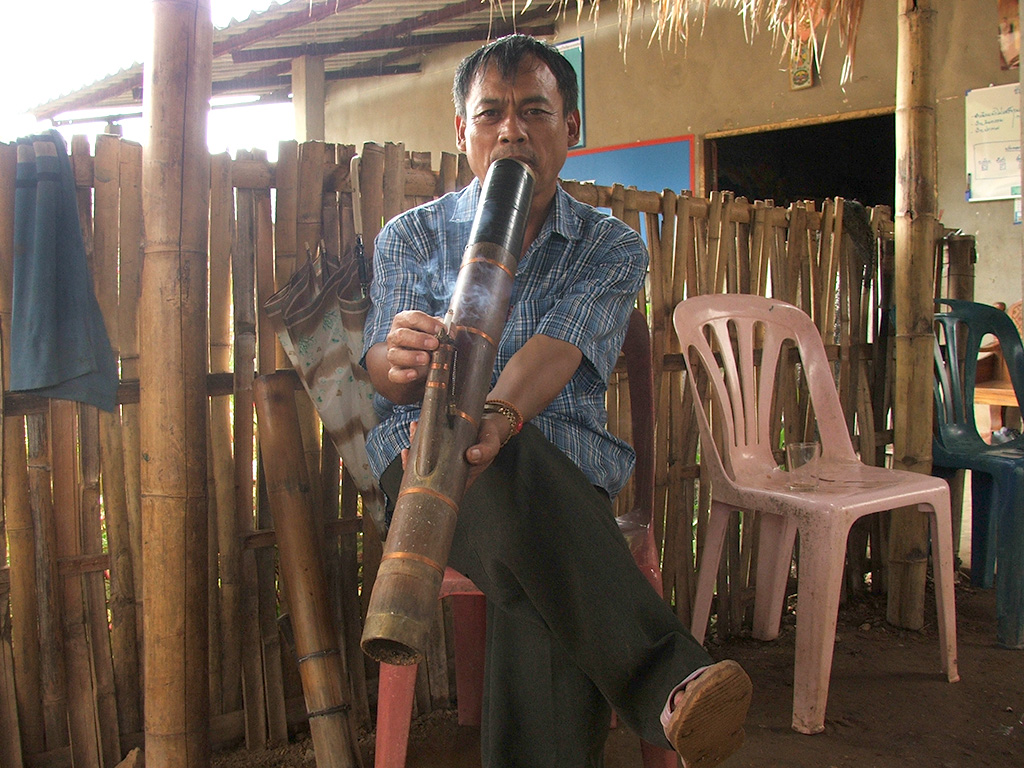
Bong của người Thái

Cùng một nguyên tắc hút qua một bộ phận chứa nước để lọc và làm mát khói, trên thế giới cũng có nhiều kiểu sử dụng các công cụ tương tự để hút các loại lá hay sản phẩm đã được chế biến khác nhau:
- Có nguồn gốc từ Ấn Độ với tên gọi hookah và khi lan truyền sang các nước Ả Rập được gọi là shisha [5] là một loại điếu hiện vẫn đang khá phổ biến ở những nước đó cũng như được cộng đồng dân cư hải ngoại sử dụng ở các nước khác trên thế giới. Ngoài hai tên gọi trên, nó còn có một số tên khác như ghalyun ở Iran, narghile ở Liban, Syria, Iraq, Jordan, Thổ Nhĩ Kỳ, Albania, Hy Lạp, Palestine, Bulgaria, România.
- Người Thái Lan có một loại dụng cụ rất giống điếu cày gọi là bong (phát âm là "boong").
- Ở châu Âu, cây thuốc lào được trồng từ cuộc Chiến tranh Ba mươi Năm và có nhiều loại khác nhau. Ngày nay nó chỉ còn đóng một vai trò quan trọng ở Nga và một vài nước Đông Âu. Sản phẩm thuốc lào được biết nhiều nhất có lẽ là thuốc lá machorka của Nga.

## Tác hại
Chưa có một điều tra nào về tỷ lệ người nghiện thuốc lào ở nông thôn nhưng có thể ước lượng khoảng 50% nam nông dân tại miền Bắc Việt Nam ở độ tuổi tuổi từ 30 trở lên hút thuốc lào. Một số ít phụ nữ cũng hút thuốc lào. Thuốc lào còn khá phố biến ở các đô thị miền Bắc, hầu như tất cả các quán nước vỉa hè, trong các trường học bậc trên phổ thông, các trường dạy nghề... đều có điếu cày. Tác hại của thuốc lào tương tự thuốc lá.

## Lợi ích
Theo kinh nghiệm dân gian, thuốc lào là một vị thuốc Nam dễ kiếm. Khi bị đứt tay, đứt chân, lấy một ít sợi thuốc lào vê tròn rồi đắp trực tiếp lên chỗ đứt, sẽ giúp cầm máu ngay. Nước điếu lấy ở điếu cầy được bôi chữa hắc lào. 
Ngoài ra lá thuốc lào có thể chữa bỏng, hoặc phòng đỉa cắn, sơ cứu khi bị rắn cắn; chữa ghẻ cho súc vật; trừ rệp, diệt sâu hại cây trồng;...

## Hình ảnh

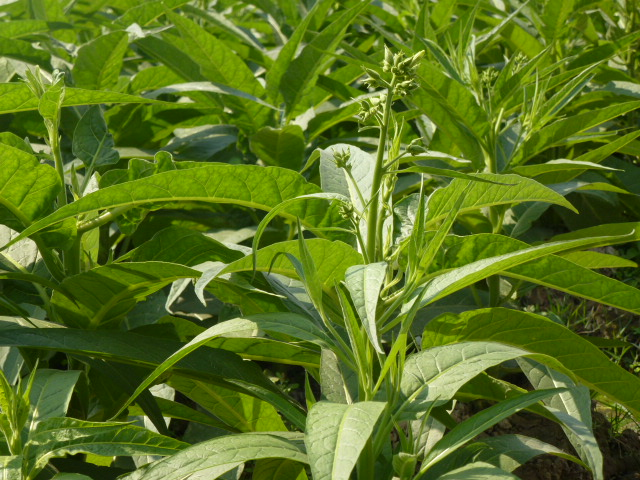
Cây thuốc lào tại Quảng Xương, Thanh Hóa, Việt Nam
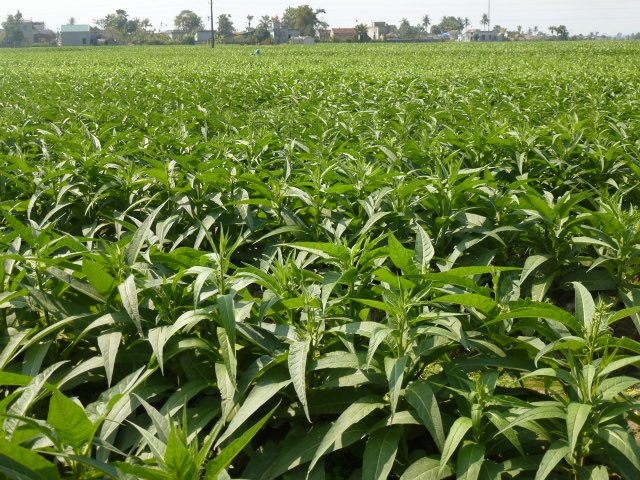
Cánh đồng thuốc lào tại Quảng Xương
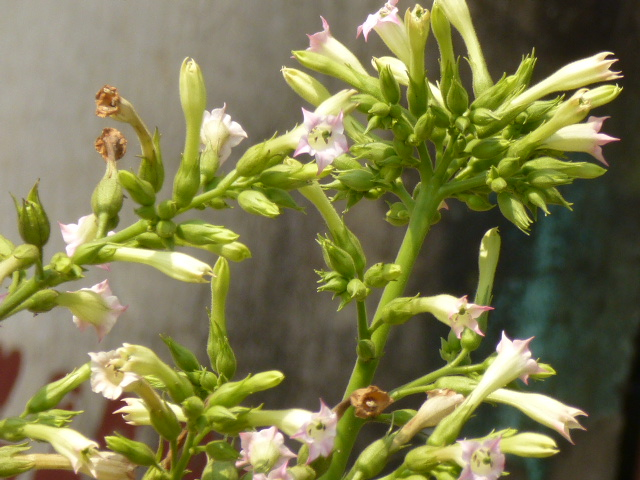
Hoa thuốc lào, chụp tại Quảng Xương
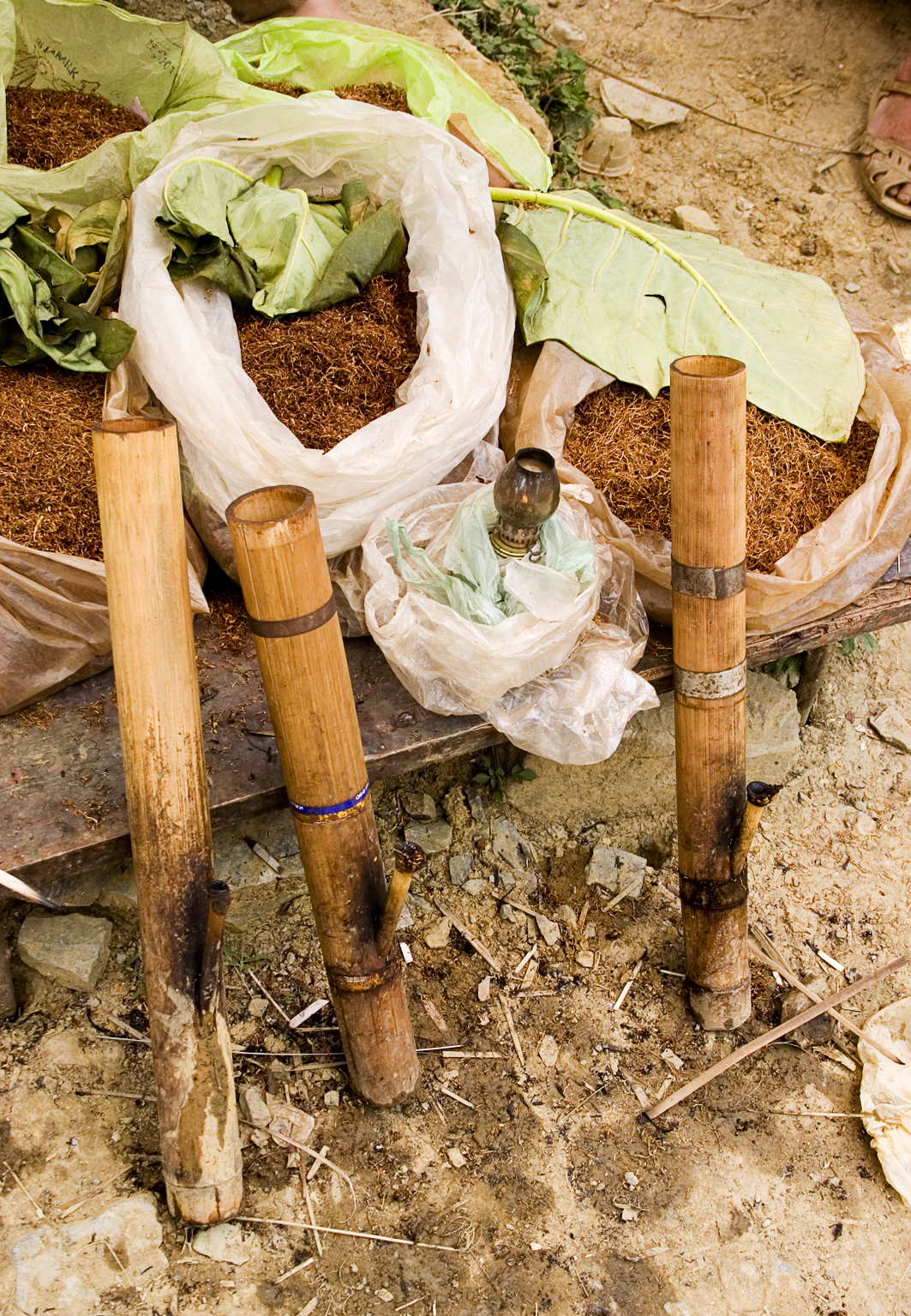
Điếu cày và các gói thuốc lào
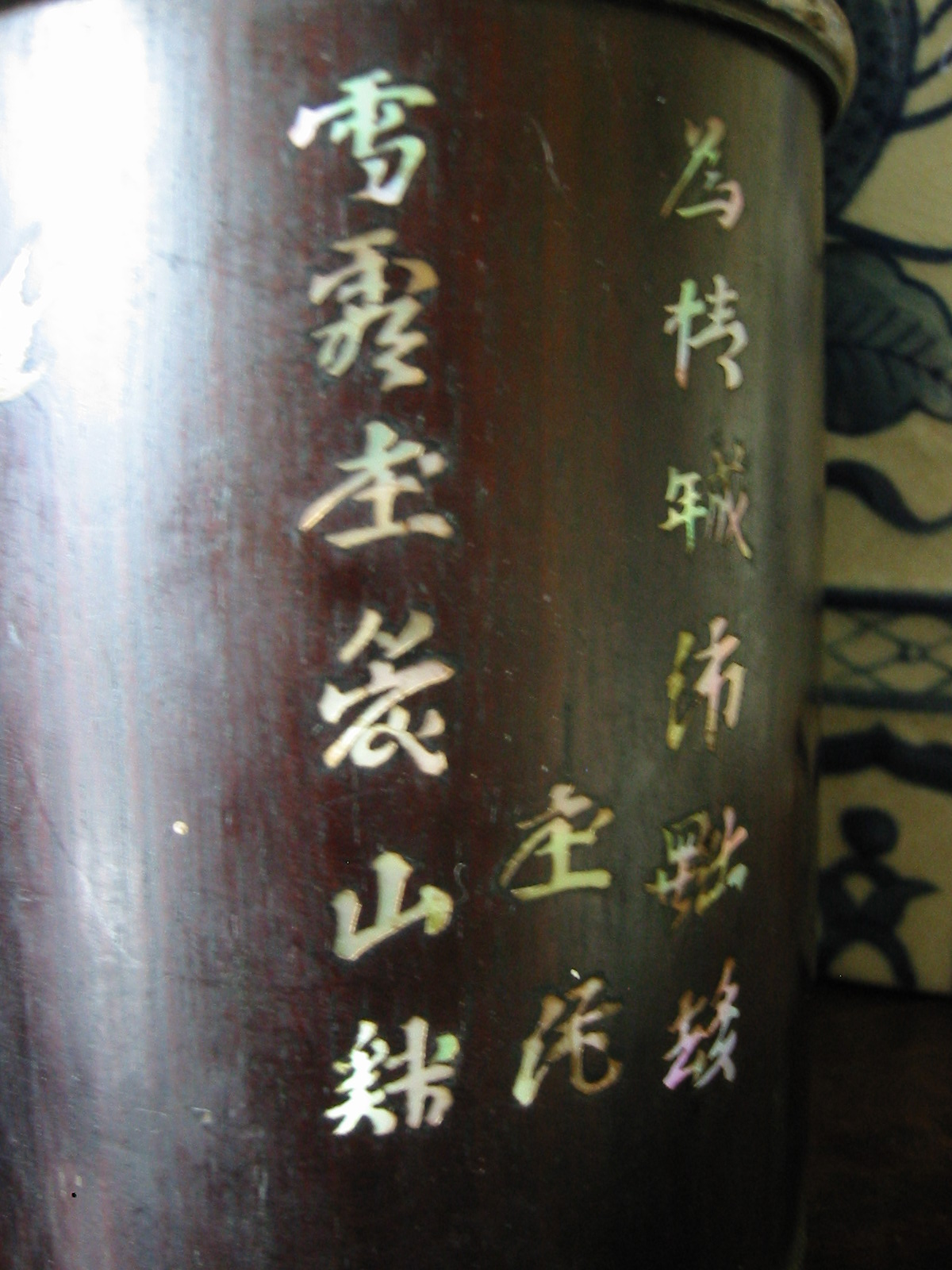
Chữ Nôm khảm xà cừ trên điếu ống
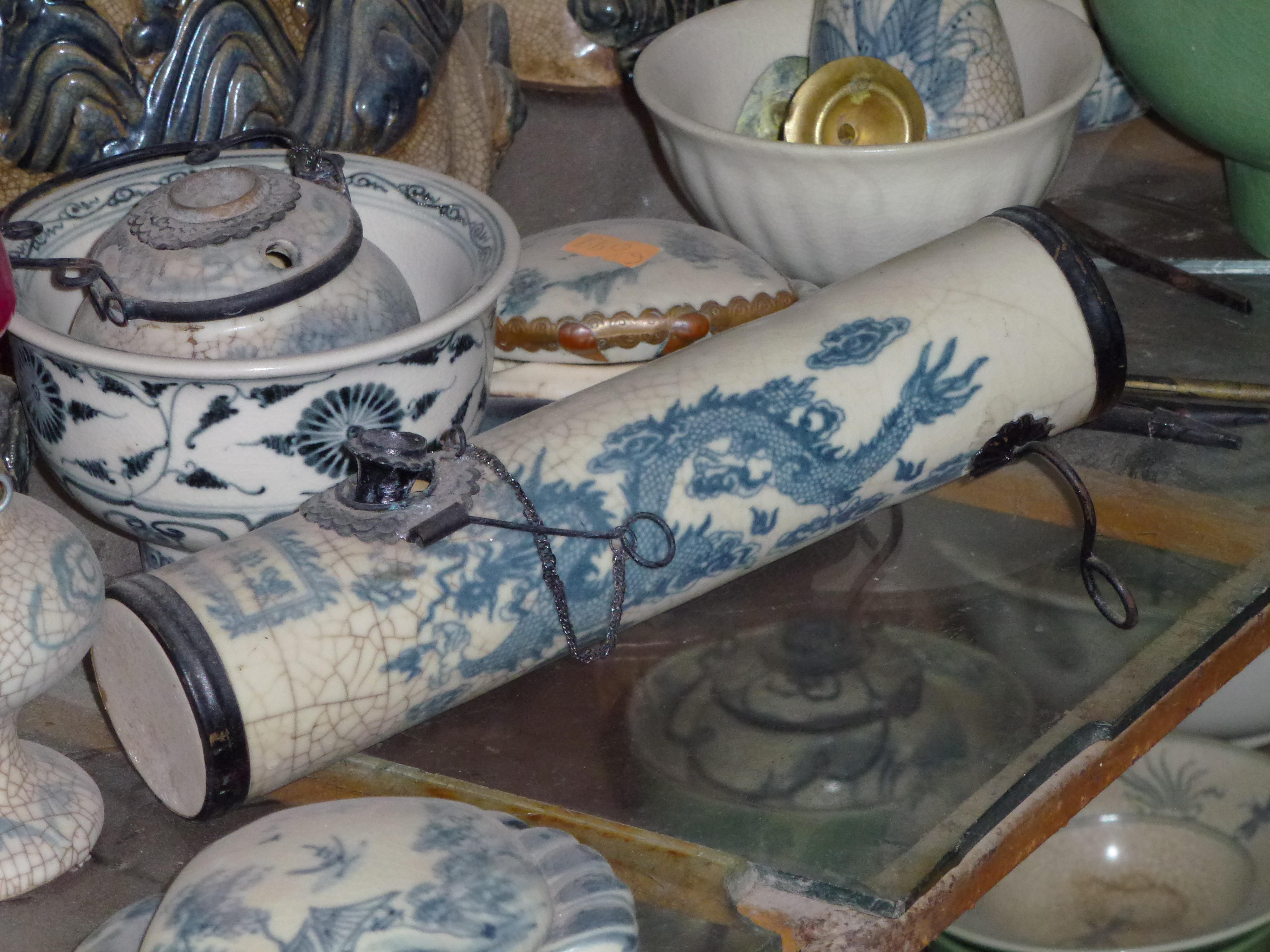
Điếu cày và điếu bát bằng sứ Bát Tràng